# طحا المرج
قرية طحا المرج هي إحدى القرى التابعة لمركز ديرب نجم في محافظة الشرقية في جمهورية مصر العربية. حسب إحصاءات سنة 2006م، بلغ إجمالي السكان في طحا المرج 14211 نسمة، منهم 7512 رجل و6699 امرأة.

## التاريخ
قرية طحا المرج من القرى القديمة، واسمها الأصلي وقت الفتح الإسلامي لمصر «تاحت» (بالإنجليزية: Taht)‏، وقد وردت باسم «طحا المرج» في أعمال الشرقية ضمن قرى في الروك الصلاحي التي أحصاها ابن مماتي في كتاب قوانين الدواوين. كما ورد اسم «طحا المرج» في أعمال الشرقية ضمن قرى الروك الناصري التي أحصاها ابن الجيعان في كتاب «التحفة السنية بأسماء البلاد المصرية». وفي العصر العثماني، ورد اسم «طحا المرج» ضمن قرى ولاية الشرقية في التربيع العثماني الذي جرى في بداية العصر العثماني في مصر. كما وردت «طحا المرج» ضمن قرى مديرية القليوبية في تاريخ 1228هـ/1813م الذي عدّ قرى مصر بعد المسح الذي قام به محمد علي باشا. انتقلت تبعية القرية إلى مديرية القليوبية في تاريخ 1228هـ، ثم عادت حديثًا إلى محافظة الشرقية.